# Galeosoma robertsi
Espèce
Galeosoma robertsi est une espèce d'araignées mygalomorphes de la famille des Idiopidae.

## Distribution
Cette espèce est endémique du Gauteng en Afrique du Sud,.

## Description
La femelle holotype mesure 18 mm.

## Étymologie
Cette espèce est nommée en l'honneur d'Austin Roberts.

## Publication originale
- Hewitt, 1916 : Descriptions of new South African spiders. Annals of the Transvaal Museum, vol. 5, no 3, p. 180-213 (texte intégral).